# Albert II Grimaldi
Albert II Grimaldi (fr. Albert Alexandre Louis Pierre Grimaldi, ur. 14 marca 1958 w Monako) – 14. książę Monako od 6 kwietnia 2005, regent Księstwa Monako od 31 marca 2005 do 6 kwietnia 2005; syn Rainiera III, księcia Monako i Grace, księżnej Monako; reprezentant Monako na zimowych igrzyskach olimpijskich (1988, 1992, 1994, 1998, 2002).
Albert urodził się w Monte Carlo jako drugie dziecko i pierwszy syn Rainiera III, księcia Monako i Grace, księżnej Monako.
W 1981 roku ukończył studia na kierunku nauki polityczne w Amherst College w Amherst w stanie Massachusetts w Stanach Zjednoczonych.
Pięciokrotnie reprezentował Monako na zimowych igrzyskach olimpijskich w bobslejach.
W 2011 poślubił Charlene Wittstock, z którą ma dwoje dzieci: Gabrielę, hrabinę Carladès (ur. 2014) i Jakuba, markiza Baux (ur. 2014).
Urodzony jako następca tronu, po śmierci ojca 6 kwietnia 2005 został księciem Monako. Jego koronacja miała miejsce w katedrze Świętego Mikołaja w Monako 19 listopada 2005. Książę zajmuje się ochroną środowiska i w 2006 założył Fundację Księcia Alberta II, która ma wspierać te działania. Jest prezydentem Monakijskiego Komitetu Olimpijskiego i członkiem Międzynarodowego Komitetu Olimpijskiego. Uczestniczy w wydarzeniach sportowych na terenie księstwa i poza jego granicami. Od 1993 bierze udział w posiedzeniach Zgromadzenia Ogólnego Organizacji Narodów Zjednoczonych. Regularnie odbywa zagraniczne podróże dyplomatyczne, w tym również do Polski (ostatnio w 2012). Wspiera działalność charytatywną.
Zajmuje 3. miejsce wśród najbogatszych monarchów w Europie (po Janie Adamie II, księciu Liechtensteinu i Henryku, wielkim księciu Luksemburga).
Jest jedynym przywódcą państwa w dziejach, który zdobył obydwa geograficzne bieguny ziemi (północny w 2006 i południowy w 2009).
Poprzez swojego przodka, Jana Wilhelma Friso, księcia Oranii spokrewniony jest ze wszystkimi rodzinami królewskimi i książęcymi panującymi w Europie.
Mieszka w Pałacu Książęcym w Monaco-Ville.

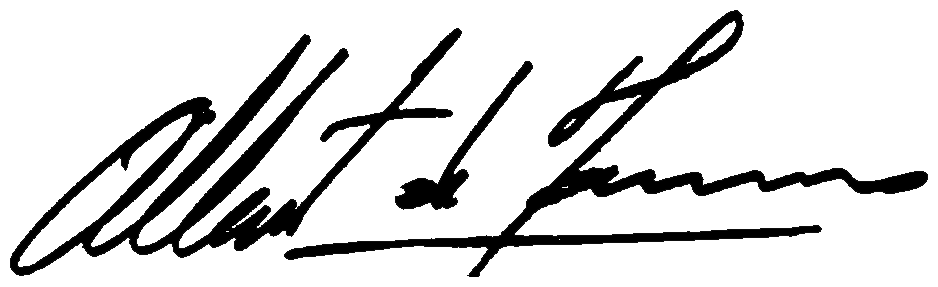
Oficjalny podpis Alberta II

## Okoliczności narodzin
W 1956 roku panujący w księstwie Monako Rainier III poślubił amerykańską aktorkę Grace Kelly. Księstwo Monako pozostawało wówczas oficjalnie bez następcy tronu, a swoje pretensje do korony zgłaszała Antoinette, baronowa Massy, starsza siostra Rainiera. Księżniczka nie zgadzała się z decyzją matki, która zrzekła się swoich praw do sukcesji na rzecz syna, a nie córki. Massy miała również syna, który jej zdaniem mógłby zapewnić dalszą sukcesję.
W styczniu 1957 roku nową następczynią monakijskiego tronu została księżniczka Karolina, pierwsze dziecko Rainiera III i Grace.
20 września 1957 Pałac Książęcy poinformował, że księżna Monako spodziewa się narodzin drugiego dziecka. Pojawienie się na świecie książęcego syna w marcu 1958 roku dało Monako kolejnego następcę tronu i oddaliło szanse rodziny de Massy na przejęcie władzy w państwie.

## Powiązania rodzinne
Książę Albert urodził się 14 marca 1958 o godzinie 10:48 w Monte Carlo. Poddani zostali poinformowani o narodzinach następcy tronu przez amerykańskiego księdza Francisa Tuckera. W ośmiu kościołach Monako zabiły dzwony, wystrzelono 101 pocisków armatnich i uruchomiono jachty stojące w porcie.
Za pośrednictwem radia obwieszczono, że nowy członek rodu Grimaldich otrzymał imiona Albert Aleksander Ludwik Piotr (Albert Alexandre Louis Pierre). Nosi je na cześć między innymi poprzednich władców, księcia Alberta I, księcia Ludwika II i swojego dziadka, Pierre’a, księcia Valentinois.
Jego rodzicami byli Rainier III, książę Monako w latach 1949–2005 i Grace, księżna Monako, znana amerykańska aktorka, zdobywczyni Nagrody Akademii Filmowej dla najlepszej aktorki pierwszoplanowej za rolę w filmie Dziewczyna z prowincji.
Jego dziadkami byli ze strony ojca Pierre, książę Valentinois, francuski hrabia pochodzący z rodu de Polignac i jego żona, Charlotte, księżna Valentinois, nieślubna córka księcia Ludwika II; natomiast ze strony matki John Brendan Kelly, amerykański mistrz olimpijski w wioślarstwie, i jego żona, Margaret Kelly.
Ma dwie siostry, starszą Karolinę, księżną Hanoweru i młodszą księżniczkę Stefanię.
Albert był pierwszym mężczyzną urodzonym w rodzie Grimaldich od czasu narodzin swojego ojca w 1923 roku.
Książę został ochrzczony w katedrze Monakijskiej 20 kwietnia 1958. Z tej okazji ojciec odznaczył go Orderem Grimaldich. Chłopiec wystąpił w tradycyjnym stroju należącym do rodziny książęcej. Najważniejsze miejsca w państwie zostały ozdobione flagami monakijską, francuską i amerykańską. Rodzicami chrzestnymi przyszłego władcy zostali książę Louis de Polignac i Wiktoria, królowa Hiszpanii z dynastii Battenbergów, wdowa po królu Alfonsie XIII.

### Dzieci chrzestne
Książę Monako jest ojcem chrzestnym przynajmniej pięciu osób:
- Jan Taubert Natta (ur. 1974), syn Bernarda Taubert Natta i Elżbiety de Massy;
- Pierre Casiraghi (ur. 1987), syn Stefana Casiraghi i księżniczki Karoliny[11];
- Ludwik Ducruet (ur. 1992), syn Daniela Ducruet i księżniczki Stefanii;
- Paulina Ducruet (ur. 1994), córka Daniela Ducruet i księżniczki Stefanii;
- Rafał Elmaleh (ur. 2013), syn Gada Elmaleh i Charlotte Casiraghi[12][13].

### Edukacja
W 1976 ukończył z wyróżnieniem wyższą szkołę imienia Alberta I. W amerykańskim Amherst College (w stanie Massachusetts) studiował nauki polityczne, ekonomiczne, muzykę i literaturę angielską. Latem 1979 odbył podróż po Europie i Bliskim Wschodzie wraz z uniwersyteckim Glee club. W 1981 otrzymał tytuł magistra nauk politycznych. Odbył służbę wojskową w marynarce francuskiej, gdzie dosłużył się stopnia porucznika.

## Kariera sportowa
Książę Monako, podobnie jak jego dziadek i wuj, brał udział w igrzyskach olimpijskich. Pięciokrotnie reprezentował Monako w zimowych zmaganiach, posługując się nazwiskiem Albert Grimaldi (w latach 1988–2002).
Książę startował w wyścigach bobslejowych dwójek i czwórek. Swój najlepszy wynik, 26. miejsce, osiągnął w wyścigach czwórek podczas igrzysk w Lillehammer w 1994.
W 1988, 1994 i 1998 był chorążym reprezentacji Monako.
W styczniu 1985 wziął udział w rajdzie Dakar, ale go nie ukończył z powodu kłopotów z silnikiem pojazdu.
Albert posiada czarny pas w judo.

## Następca tronu

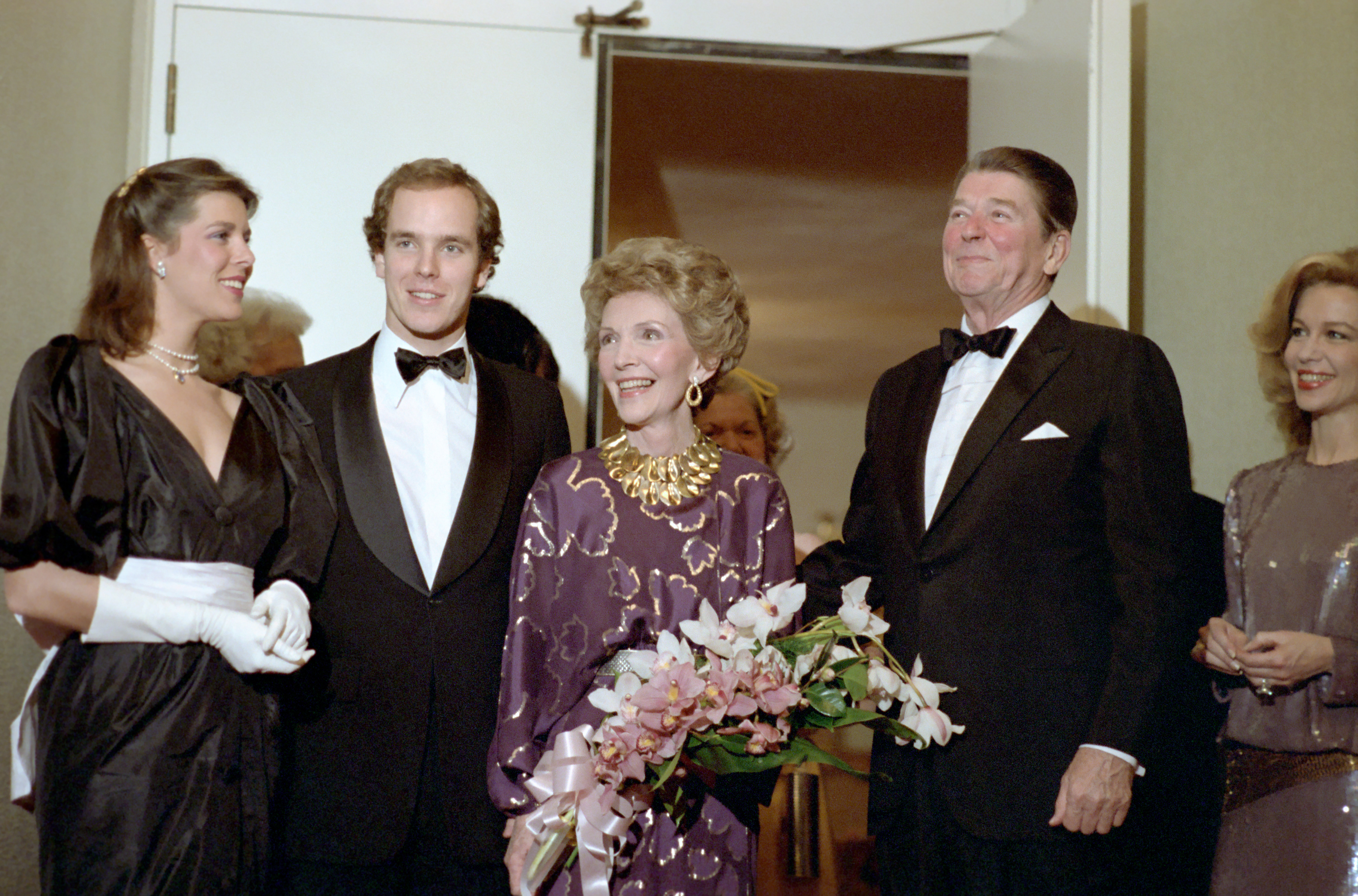
Książę Albert podczas oficjalnego spotkania z prezydentem Reaganem i jego małżonką

Książę Albert urodził się jako drugie dziecko panującego w Monako władcy, ale jako pierwszy syn. Wedle obowiązujących przepisów, zajął pierwsze miejsce w linii sukcesji tronu, wyprzedzając swoją starszą siostrę, księżniczkę Karolinę. Chłopiec otrzymał tytuł Jego Książęcej Wysokości Dziedzicznego Księcia Monako, Markiza Baux.
W czerwcu 1961 towarzyszył rodzicom w oficjalnej wizycie do Irlandii, a kwietniu 1964 do Portugalii.
W sierpniu 1982 uczestniczył w dyplomatycznej wizycie do Islandii. Była to ostatnia oficjalna wyprawa księżnej Grace, która miesiąc później uległa wypadkowi samochodowemu i zmarła wskutek odniesionych obrażeń po kilku dniach.
Od 28 maja 1993 roku reprezentuje Księstwo Monako w Zgromadzeniu Ogólnym Organizacji Narodów Zjednoczonych w Nowym Jorku.
5 października 2004 uczestniczył w Strasburgu w ceremonii przyjęcia Monako do Rady Europy jako czterdziestego szóstego państwa.
31 marca 2005 książę Rainier III w oficjalnym oświadczeniu ogłosił, że nie jest w stanie dłużej pełnić swoich obowiązków ze względu na pogarszające się zdrowie i mianował Alberta regentem Księstwa Monako. Sześć dni później książę Rainier zmarł i Albert został kolejnym księciem Monako. Zgodnie z prawem, linia sukcesji monakijskiego tronu uległa tego dnia skróceniu – usunięte zostały z niej nazwiska Antoinette, baronowej Massy i jej potomków.
Albert otrzymał tytuł Jego Książęcej Wysokości Suwerennego Księcia Monako oraz wiele pomniejszych tytułów.

## Książę Monako

### Wstąpienie na tron
Po śmierci księcia Rainiera III w Monako nastąpił trzymiesięczny okres żałoby. 15 maja Pałac Książęcy poinformował, że ceremonia wstąpienia na tron księcia Alberta odbędzie się 12 lipca 2005.
Tego dnia o poranku w katedrze Świętego Mikołaja miała miejsce msza święta, celebrowana przez arcybiskupa Monako, Bernarda Barsi, która formalnie rozpoczęła panowanie księcia Alberta II. Następnie władca powrócił do pałacu, w którym wydał przyjęcie dla siedmiu tysięcy osób, urodzonych na terenie księstwa. Otrzymał symboliczne klucze do państwa i wygłosił swoje pierwsze przemówienie. Na koniec dnia odbył się pokaz fajerwerków.
Koronacja nowego księcia Monako miała miejsce 19 listopada 2005 w monakijskiej katedrze. W uroczystości uczestniczyli przedstawiciele zagranicznych rodzin królewskich, między innymi: Edward, hrabia Wesseksu, książę Joachim z Danii, książę Maulaj Raszid z Maroka i książę Fajsal z Jordanii. Ólafur Ragnar Grímsson, prezydent Islandii, był jedyną głową państwa, która wzięła udział w koronacji.
Następczynią tronu została Karolina, księżna Hanoweru, która zajmowała tę pozycję do 10 grudnia 2014.

### Oficjalne wizyty zagraniczne
| Państwo              | Data             | Wizyta |
| Albania              | kwiecień 2019    | w Monako przyjęty został premier kraju, Edi Rama |
| Bośnia i Hercegowina | październik 2020 | w Sarajewie spotkanie z burmistrzem miasta; udział w ceremonii otwarcia Muzeum Olimpijskiego, otrzymanie kluczy do miasta                                                                     |
| Chiny                | wrzesień 2018    | oficjalna wizyta dyplomatyczna do Pekinu, spotkanie z prezydentem kraju, ministrem kultury i turystyki                                                                                        |
| Chiny                | luty 2022        | wizyta w czasie zimowych igrzysk olimpijskich; spotkanie z przewodniczącym ChRL Xi Jinpingiem                                                                                                 |
| Francja              | listopad 2018    | obchody stulecia zakończenia pierwszej wojny światowej w Paryżu |
| Francja              | listopad 2019    | spotkanie z prezydentem Emmanuelem Macronem |
| Hiszpania            | październik 2022 | podróż śladami jego przodka, księcia Alberta I; spotkanie z królem Filipem |
| Indie                | luty 2019        | Ram Nath Kovind, prezydent kraju, zaprosił księcia Alberta do New Delhi; wizyta dotyczyła tematów ekonomicznych, środowiskowych i dyplomatycznych                                             |
| Irlandia             | wrzesień 2021    | wizyta z dziećmi; spotkanie z prezydentem Michaelem D. Higginsem |
| Mołdawia             | maj 2017         | spotkanie z premierem kraju i prezydentem Igorem Dodonem |
| Norwegia             | lipiec 2022      | podróż śladami Alberta I; otwarcie wystawy poświęconej księciu; spotkanie z członkami rodziny królewskiej (król Harald, królowa Sonia, książę Haakon, księżna Mette-Marit, księżniczka Marta) |
| Portugalia           | październik 2022 | podróż śladami księcia Alberta I; spotkanie z prezydentem Azorów, José Manuel Bolieiro |
| Serbia               | październik 2020 | spotkanie z prezydentem Serbii w Belgradzie, ogłoszenie nowego porozumienia ekonomicznego; pierwsza wizyta zagraniczna od wybuchu pandemii COVID-19                                           |
| Serbia               | luty 2022        | z oficjalną wizytą w księstwie przebywał prezydent Aleksandar Vučić; podpisano porozumienie ekonomiczne pomiędzy Monako a Serbią                                                              |
| Słowacja             | maj 2017         | spotkanie z prezydentem kraju, Andrejem Kiską w Bratysławie |
| Włochy               | kwiecień 2022    | odwiedziny w regionach historycznie należących do księstwa Monako |

### Ochrona środowiska
Książę Monako działa na rzecz ochrony środowiska. Organizuje i uczestniczy w konferencjach poświęconych tym zagadnieniom.
16 kwietnia 2006 książę zdobył geograficzny biegun północny.
W czerwcu 2006 założył Fundację Księcia Alberta II, której działalność skupia się na ochronie środowiska.
W 2007 został patronem Międzynarodowego Roku Delfina, ustanowionego przez Program Środowiskowy Organizacji Narodów Zjednoczonych.
We współpracy z brytyjską aktorką Virginią McKenna doprowadzili do wypuszczenia z Monakijskiego Ogrodu Zoologicznego pary leopardów, hipopotama i wielbłąda. Ogród założony został w 1954 przez księcia Rainiera III.
W styczniu 2009 Pałac Książęcy poinformował, że Albert II udał się z wyprawą do Antarktyki, gdzie miał odwiedzić bazy obserwacyjne i spotkać się z naukowcami. 14 stycznia książę zdobył geograficzny biegun południowy. Swoją wyprawę na półkulę południową zakończył 22 stycznia.
Albert został pierwszym władcą w historii świata, który w czasie swojego panowania zdobył obydwa bieguny Ziemi.

### Sport
Książę Albert interesuje się sportem i poświęca tej dziedzinie wiele zaangażowania. Pełni funkcję prezydenta Monakijskiego Komitetu Olimpijskiego i jest członkiem Międzynarodowego Komitetu Olimpijskiego. Jest prezydentem monakijskiej federacji pływackiej (od 1984) i lekkoatletycznej (od 1984). Założył w księstwie federacje bobslejową (1987) i pięcioboju nowoczesnego (1999). Jest honorowym prezydentem Międzynarodowej Unii Pięcioboju Nowoczesnego i Międzynarodowej Fundacji Atletów.
Regularnie pojawia się na wydarzeniach sportowych w państwie, do których szczególnie należą mecze piłkarskie na Stadionie Księcia Ludwika II, mecze klubu AS Monaco, tenisowy turniej Monte-Carlo Rolex Masters (którego prezydentem jest jego cioteczna siostra, Elżbieta de Massy), wyścig Formuły 1 o Grand Prix Monako i meeting lekkoatletyczny Herculis.
Za jego panowania Monako było gospodarzem między innymi Światowych Finałów Lekkoatletycznych IAAF, Igrzysk Małych Państw Europy w 2007 i światowego turnieju kwalifikacyjnego mężczyzn do letnich igrzysk olimpijskich w rugby w 2016. W Monte Carlo kilkakrotnie wręczano prestiżowe nagrody sportowe Laureus (2000−2003, 2017–2018).
Książę przyjaźni się z wieloma sportowcami, z których niektórzy mieszkają w Monako. Kilkudziesięciu sportowców zaprosił na swój ślub z Charlene Wittstock w 2011 roku; zaprasza ich również na spotkania do Pałacu Książęcego. Osobiście wręcza nagrody zwycięzcom zawodów rozgrywanych w Monako.
Jako gość i kibic bierze udział zarówno w letnich, jak i zimowych igrzyskach olimpijskich. Odwiedza zawodników we wsiach olimpijskich, zasiada na trybunach podczas konkurencji i wręcza medale. Uczestniczy w spotkaniach i pracach komitetów olimpijskich.

### Działalność w Monako
Książę Albert uczestniczy w wydarzeniach, odbywających się regularnie w księstwie Monako, do których należą:
- wspomnienie Świętej Dewoty (27 stycznia), tego dnia odbywają się uroczyste obchody ku czci patronki Księstwa Monako i rodziny książęcej;
- Narodowy Dzień Monako (19 listopada), którego data wybierana jest przez panującego księcia i zwykle jest to dzień wspomnienia patrona księcia; książę Albert zdecydował się utrzymać obchody Narodowego Dnia Monako 19 listopada, czyli we wspomnienie świętego Rainiera;
- Międzynarodowy Festiwal Cyrkowy w Monte Carlo odbywa się każdego roku w styczniu, a jego prezydentem jest księżniczka Stefania;
- Międzynarodowy Festiwal Telewizyjny w Monte Carlo odbywa się wiosną każdego roku;
- Monte Carlo Masters, męski turniej tenisowy rangi Masters, rozgrywany każdego roku wiosną na kortach Monte Carlo Country Club. Prezydentem Monakijskiej Federacji Tenisowej jest cioteczna siostra księcia, Elżbieta de Massy, ale Albert (jako patron turnieju) regularnie pojawia się na zawodach i wręcza nagrody zwycięzcom;
- Grand Prix Monako Formuły 1, wyścig Formuły 1, którego historia sięga 1929 roku. Książę każdego roku zasiada na trybunach w czasie rozgrywania wyścigu i wręcza nagrody zwycięzcom.

Książę współpracuje również z organizacjami:
- Monakijski Czerwony Krzyż[50], który został założony w 1948 roku przez księcia Ludwika II; od 1982 roku jego prezydentem jest książę Albert;
- Monakijski Komitet Olimpijski[51], założony w 1907 roku; od 1994 roku jego prezydentem jest książę Albert;
- Monakijska Federacja Lekkoatletyczna[52], której prezydentem jest książę Albert.

### Działalność charytatywna
Książę Monako współpracuje z wieloma fundacjami, kierowanymi przez członków rodziny książęcej:
- Fundacja AMADE, założona w 1963 przez księżną Grace; jej prezydentem jest księżna Hanoweru, a honorowym prezydentem książę Albert[53]. Każdego roku w maju książę Monako organizuje charytatywny mecz piłkarski na Stadionie Ludwika II, z którego dochód zasila konta fundacji;
- Fundacja Księżnej Grace, założona przez księżną Grace w 1964; jej prezydentem jest księżna Hanoweru. W marcu każdego roku organizowany jest Monaco Rose Ball, z którego dochody zasilają konta fundacji;
- Fundacja Księcia Pierre’a[54], założona w 1966 przez księcia Rainiera, zajmuje się promowaniem sztuki; jej obecnym prezydentem jest księżna Hanoweru;
- Fight AIDS Monaco to fundacja założona w 2004 przez księżniczkę Stefanię, zajmująca się popularyzowaniem wiedzy na temat zakażenia wirusem HIV i profilaktyką zakażeń[55];
- Fundacja Księcia Alberta II, powstała w czerwcu 2006 i zajmuje się działalnością związaną z ochroną środowiska;
- Fundacja Księżnej Charlene[56], powstała w grudniu 2011. Książę jest wiceprezydentem fundacji. Jej działalność skupia się na promowaniu bezpiecznych zachowań w wodzie.

31 stycznia 2016 wziął udział w charytatywnym marszu dla Fundacji Flavien, zajmującej się pomocą dzieciom, cierpiącym z powodu chorób nowotworowych.

### Związki ze Stanami Zjednoczonymi

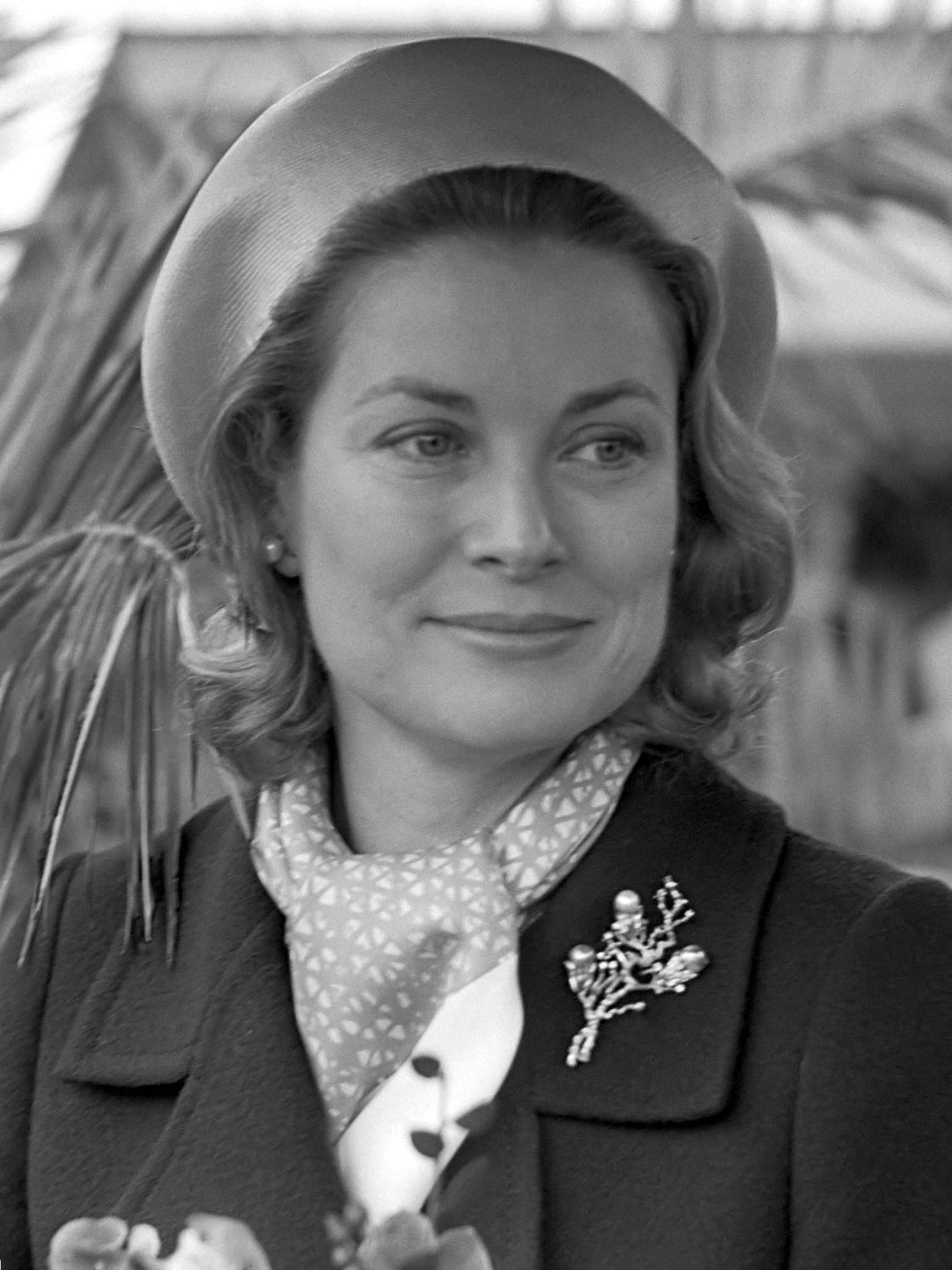
Grace, księżna Monako, 1972

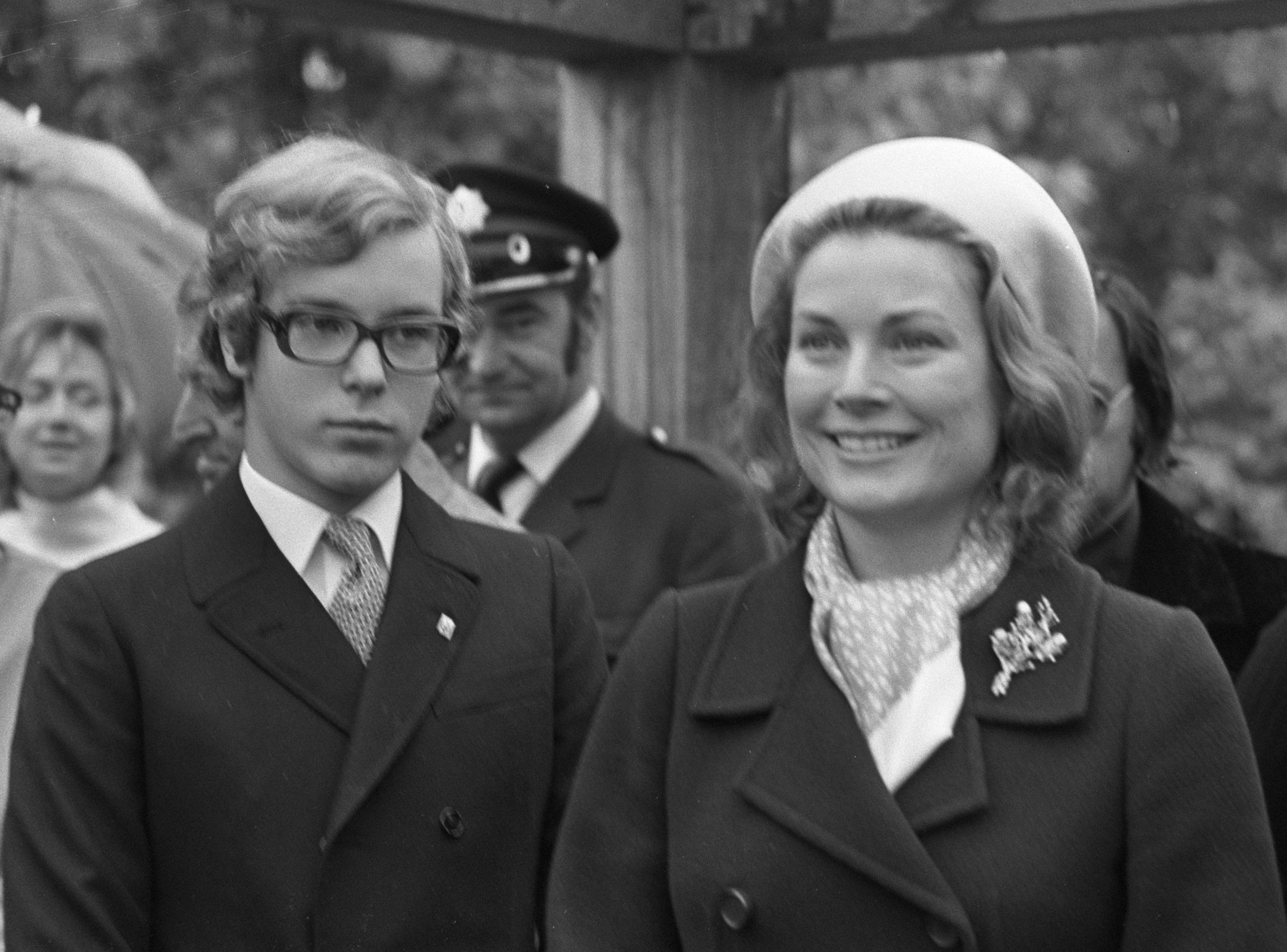
Książę Albert z księżną Grace, 1972

Matka księcia Alberta, księżna Grace, urodziła się w Filadelfii w stanie Pensylwania w 1929 roku. W 1956 roku zaręczyła się z Rainierem III, księciem Monako, przeprowadziła się do księstwa i porzuciła karierę aktorską. Wszystkie jej dzieci przy urodzeniu otrzymały również obywatelstwo amerykańskie, zgodnie z zasadami dziedziczenia obywatelstwa, obowiązującego w Stanach Zjednoczonych.
Książę Albert studiował w ojczyźnie swojej matki i odwiedzał tam rodzinę, ale zrzekł się obywatelstwa amerykańskiego w wieku dwudziestu jeden lat.
W 1992 w Palm Springs w stanie Kalifornia urodziła się pierwsza córka księcia, Jaśmina Grace, której jest córką Amerykanki, mieszka w Stanach Zjednoczonych i posiada amerykańskie obywatelstwo.
23 października 2016 książę Albert poinformował, że wykupił rodzinny dom swojej matki w Filadelfii, zbudowany przez jego dziadka, Johna Brendana Kelly. Wiosną 2018, po gruntownym remoncie, dom został udostępniony do zwiedzania. Zyskane w ten sposób pieniądze mają zasilić konta Fundacji Księżnej Grace i Fundacji Księcia Alberta II.
Członkowie monakijskiej rodziny książęcej utrzymują kontakty ze swoimi amerykańskimi krewnymi ze strony księżnej Grace. Jeden z kuzynów Alberta, Christopher Levine, był świadkiem w czasie jego ślubu z Charlene Wittstock w 2011.

### Związki z innymi rodzinami królewskimi
Książę Albert spokrewniony jest ze wszystkimi rodzinami królewskimi i książęcymi, zasiadającymi na tronach europejskich państw, poprzez Jana Wilhelma Friso, księcia Oranii, żyjącego w latach 1687–1711. Jest też potomkiem lady Marii Hamilton, brytyjskiej arystokratki, spokrewnionej między innymi z rumuńską, francuską i belgijską rodziną królewską.
Był gościem ceremonii zaślubin Karola, księcia Walii z lady Dianą Spencer (Londyn, 1981), Andrzeja, księcia Yorku z Sarą Ferguson (Londyn, 1986), Filipa, księcia Brabancji z Matyldą d’Udekem d’Acoz (Bruksela, 1999), Haakona, księcia koronnego Norwegii z Mette-Marit Tjessem Høiby (Oslo, 2001), Fryderyka, księcia koronnego Danii z Marią Donaldson (Kopenhaga, 2004), Filipa VI, księcia Asturii z Letycją Ortiz Rocasolano (Madryt, 2004), Daniela Westlinga z Wiktorią, księżną koronną Szwecji (Sztokholm, 2010) i Wilhelma, księcia Cambridge z Katarzyną Middleton (Londyn, 2011).
Reprezentował dwór monakijski na uroczystościach pogrzebowych Zyty, cesarzowej Austrii i królowej Węgier (Wiedeń, 1989), Hirohito, cesarza Japonii (Tokio, 1989), Marii, królowej Włoch (Sabaudia, 1993), Baldwina I, króla Belgów (Laeken, 1993), Elżbiety, królowej matki (Londyn, 2002), Izabeli, hrabiny Paryża (Paryż, 2003), Juliany, królowej Holandii (Delft, 2004), Józefiny Charlotty, wielkiej księżnej Luksemburga (Luksemburg, 2005), Henryka, hrabiego Paryża (Paryż, 2019), Jana, wielkiego księcia Luksemburga (Luksemburg, 2019) i Elżbiety II, królowej Zjednoczonego Królestwa (Londyn, 2022).
Uczestniczył w oficjalnych obchodach 50. (Sztokholm, 1996) i 60. urodzin Karola XVI Gustawa, króla Szwecji (Sztokholm, 2006), 70. (Oslo, 2007) oraz 80. urodzin Haralda V, króla Norwegii i Sonji, królowej Norwegii (Oslo, 2017) i 70. urodzin Karola, księcia Walii (Londyn, 2018).
W 2012 był wśród gości zaproszonych na obchody jubileuszu panowania Elżbiety II, królowej Wielkiej Brytanii, a w 2013 uczestniczył w ceremonii koronacji Wilhelma Aleksandra, króla Holandii.

### Religia
Dominującą religią w Księstwie Monako jest katolicyzm i jest to wyznanie, w którym ochrzczony został książę Albert. Jego żona, wychowana w wierze protestanckiej, przyjęła chrzest w wierze katolickiej przed ślubem z księciem i podczas spotkań z papieżem uprawniona jest do korzystania z przywileju bieli.
Albert kilkakrotnie uczestniczył w oficjalnych audiencjach u papieży w Watykanie:
- 25 marca 1974 razem z siostrą i rodzicami został przyjęty na prywatnej audiencji przez papieża Pawła VI;
- 19 grudnia 1997 książę Rainier III, książę Albert i księżniczka Karolina wzięli udział w oficjalnej audiencji u papieża Jana Pawła II;
- 11 maja 2005 książę odwiedził w czasie prywatnej audiencji papieża Benedykta XVI;
- 16 października 2009 papież Benedykt XVI przyjął księcia Monako na audiencji w swojej prywatnej bibliotece[64];
- 10 stycznia 2013 wraz z żoną zostali przyjęci przez papieża Benedykta XVI[65];
- 18 stycznia 2016 wraz z żoną zostali przyjęci przez papieża Franciszka. Para książęca podarowała papieżowi monetę z 1720 roku z podobizną Świętej Dewoty i kosz owoców[66][67];
- 21 lipca 2022 uczestniczyli w prywatnej audiencji u papieża Franciszka[68].

Żaden z członków monakijskiej rodziny książęcej nie uczestniczył w pogrzebie Jana Pawła II, który miał miejsce 8 kwietnia 2005, ponieważ 6 kwietnia zmarł panujący w Monako książę Rainier III.
24 kwietnia 2005 wziął udział we mszy inaugurującej pontyfikat papieża Benedykta XVI, a 19 marca 2013 we mszy inaugurującej pontyfikat papieża Franciszka.
Książę Monako jest ojcem chrzestnym przynajmniej pięciu osób.

### Nagrody
| Data       | Miejsce    | Nagroda                                       | Osoba/organizacja przyznająca           | Zakres nagrody |
| ---------- | ---------- | --------------------------------------------- | --------------------------------------- | --- |
| 07/05/2014 | Dubaj      | Zayed International Prize for the Environment | JW szejk Mohammad Bin Rashid Al Maktoum | za działalność na rzecz ochrony środowiska                                                                                       |
| 15/04/2016 | Jerozolima | Friend of Zion Award                          | Szimon Peres                            | za wspieranie Izraela i społeczności żydowskich na świecie                                                                       |
| 03/10/2016 | Kolonia    | German Ocean Award                            | Torsten Albig Johanna Wanka             | za działalność na rzecz ochrony oceanów                                                                                          |
| 21/07/2017 | Monako     | BirdLife Award                                | Patricia Zurita                         | za wspieranie działalności organizacji BirdLife                                                                                  |
| 01/09/2017 | Delaware   | Stroud Award                                  |                                         | za działalność na rzecz ochrony wód                                                                                              |
| 10/2017    | Toronto    | Lowell Thomas Award                           |                                         | za ochronę środowiska, walkę ze zmianami klimatu, propagowanie odnawialnych źródeł energii i zapobieganie zanieczyszczeniom wody |
| 06/03/2018 | Monako     | European Medal of Tolerance                   | Moshe Kantor, Tony Blair                | za promowanie prawdy, tolerancji i historycznego zjednoczenia                                                                    |
| 25/10/2018 | Monako     | Robert F. Kennedy Human Rights Award          | Kerry Kennedy                           | za zaangażowanie w działalność na rzecz ochrony środowiska                                                                       |
| 05/12/2018 | Monako     | The Better World Forum Award                  | The Better World                        | [ 78 ] |

### Patronaty
- Jest prezydentem Monakijskiego Czerwonego Krzyża.
- Jest prezydentem Monakijskiego Komitetu Olimpijskiego.
- Jest prezydentem Fundacji Księcia Alberta II.
- Jest prezydentem Monaco Yacht Club.
- Jest wiceprezydentem Fundacji Księżnej Charlene[56].
- Jest patronem turnieju tenisowego Monte-Carlo Rolex Masters.
- Jest patronem organizacji Peace and Sport.
- Jest honorowym członkiem zarządu Międzynarodowego Komitetu Paraolimpijskiego.
- Jest honorowym prezydentem Monakijskiego Automobile Club.
- Jest honorowym prezydentem Festiwalu Telewizyjnego w Monte Carlo.
- Jest honorowym prezydentem Jumping International de Monte Carlo.

## Życie prywatne

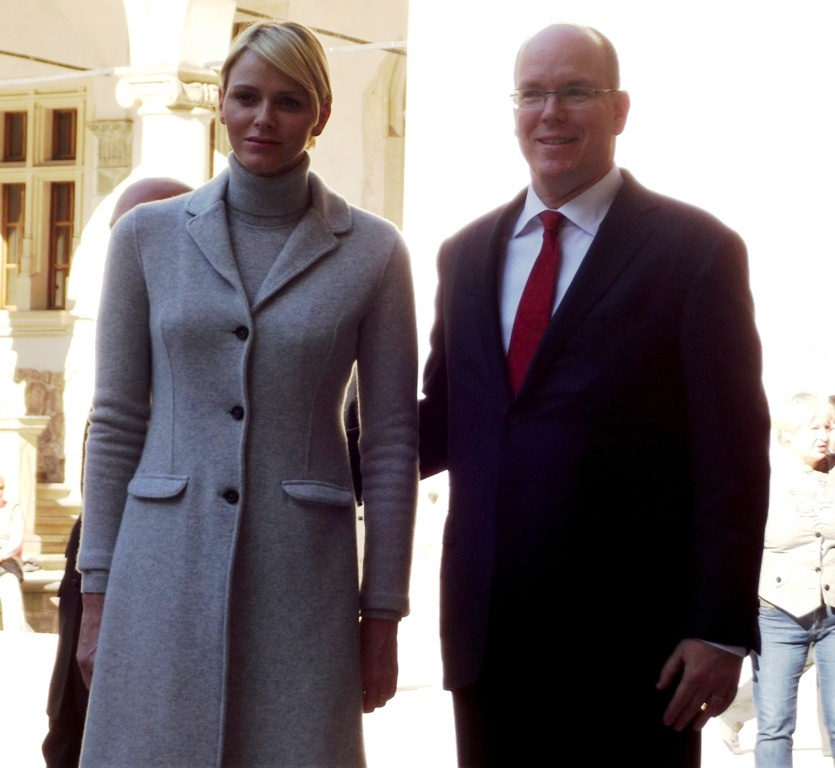
Książę i księżna Monako podczas wizyty w Polsce (2012)

Od 2002 do 2004 roku książę związany był z amerykańską skoczkinią o tyczce, Alicią Warlick. Media spekulowały na temat spodziewanych zaręczyn pary pod koniec 2003 roku, do których jednak nie doszło. Kobieta towarzyszyła mu w kilku oficjalnych wystąpieniach.
Zimą 2006 roku książę Albert po raz pierwszy pojawił się publicznie w towarzystwie Charlene Wittstock, południowoafrykańskiej pływaczki, młodszej od niego o dwadzieścia lat. Wspólnie pojechali do Turynu, by uczestniczyć w zimowych igrzyskach olimpijskich. Para poznała się w 2000 roku podczas turnieju pływackiego Mare Nostrum w Monako.
23 czerwca 2010 ogłoszono oficjalne zaręczyny Alberta i Charlene. Wittstock, wychowana jako protestantka, przyjęła wyznanie rzymskokatolickie, pomimo że nie wymaga tego Konstytucja Monako. Ponadto nauczyła się języka francuskiego, dialektu monegaskiego i dworskiego protokołu europejskiego.
Ślub miał pierwotnie odbyć się w dniach 8 i 9 lipca 2011, ale został przeniesiony na wcześniejszy termin z powodu zbieżności z terminem planowanego w Durbanie spotkania Międzynarodowego Komitetu Olimpijskiego (w działalność którego obydwoje narzeczeni byli zaangażowani). Narzeczeni chcieli, by celem ich pierwszej podróży po ślubie była ojczyzna Wittstock.
Książę Albert II poślubił Charlene Wittstock 1 lipca 2011 w ceremonii cywilnej, która odbyła się w Sali Tronowej Pałacu Książęcego w Monako. Świadkami młodej pary zostali Christopher Levine (kuzyn księcia ze strony matki) i Donatella Knecht (żona kuzyna księcia Alberta ze strony ojca). Tego samego dnia wieczorem koncert dla młodej pary w Porcie Hercules w Monako zagrał Jean-Michel Jarre.
Ślub kościelny odbył się następnego dnia, a w odróżnieniu od innych wesel w rodzinach królewskich, celebrowany był na dziedzińcu pałacu książęcego.Ceremonii przewodził arcybiskup Monako, Bernard Barsi. Przyjęcie urządzono w monegaskiej operze. Zaślubiny Alberta z Charlene ogłoszono największym wydarzeniem w Monako od pięćdziesięciu pięciu lat, czyli od dnia ślubu Grace Kelly z księciem Rainierem. Książę jest o rok starszy od swojej teściowej, Lynette Wittstock.
Suknia panny młodej zaprojektowana była przez Giorgio Armaniego, a Lexus był oficjalną marką samochodów wybraną na tę okazję. Po religijnej ceremonii księżna udała się do kaplicy Świętej Dewoty, gdzie złożyła swój ślubny bukiet, zgodnie z monakijską tradycją.

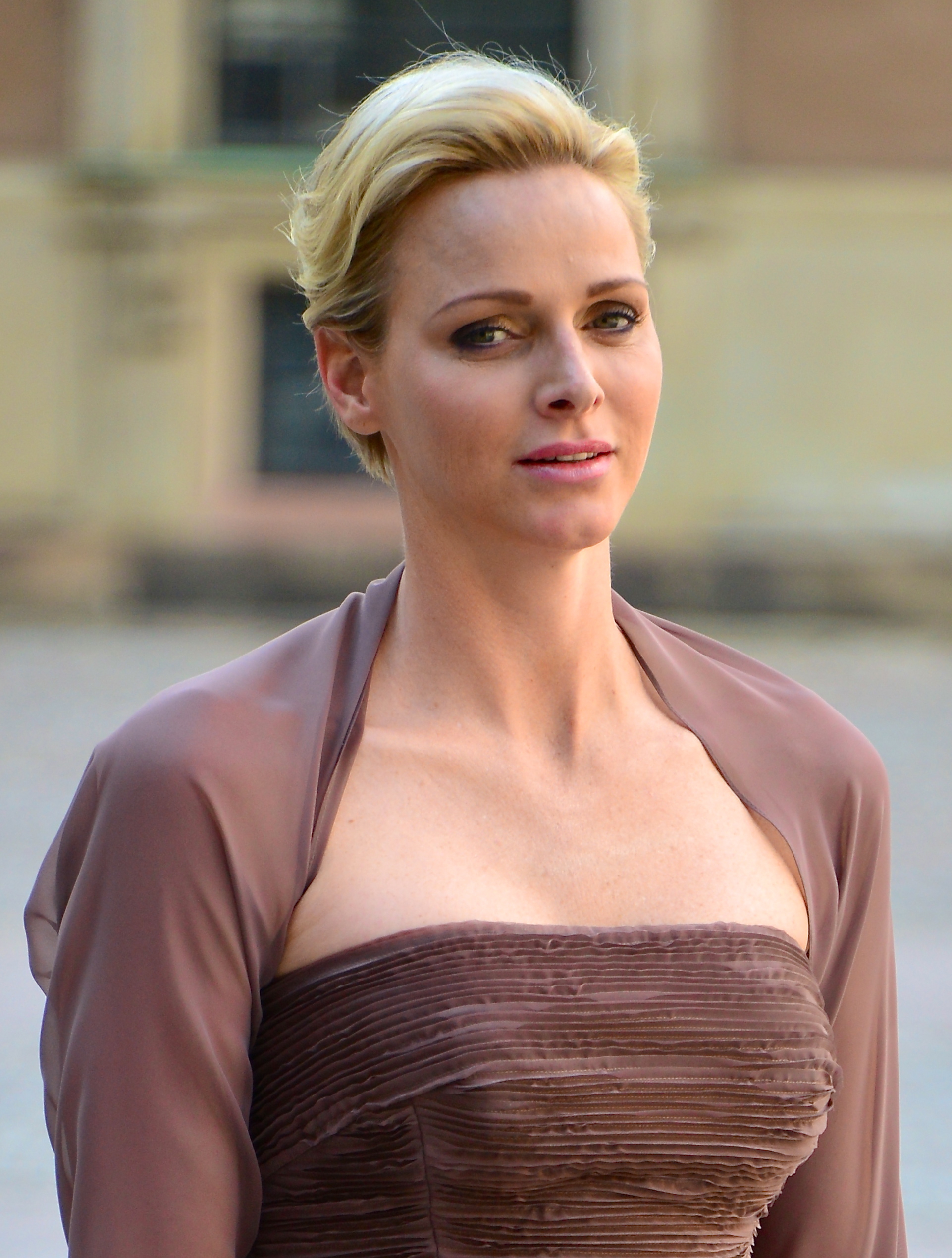
Charlene, księżna Monako

Wśród zaproszonych gości znaleźli się:
- przedstawiciele rodziny księcia Alberta;
- przedstawiciele rodziny Charlene Wittstock;
- przedstawiciele panujących rodzin książęcych i królewskich: król i królowa Szwecji, książę i księżna Västergötlandu, książę Värmlandu, księżna Hälsinglandu i Gästriklandu, król i królowa Belgów, książę i księżna Brabancji, arcyksiążę i arcyksiężna Austrii, książę Wawrzyniec i księżna Klara z Belgii, król Lesotho, wielki książę i wielka księżna Luksemburga, dziedziczny wielki książę Luksemburga, król Bakofengu, książę i księżna koronna Danii, książę Joachim i księżna Maria z Danii, książę Oranii i księżna Maksyma z Holandii, książę i księżna koronna Norwegii, dziedziczny książę i księżna Liechtensteinu, dziedziczny książę Bahrajnu, hrabia i hrabina Wesseksu, książę i księżna Michał z Kentu, książę Fajsal i księżna Sara z Jordanii, księżniczka Lalla Meryem z Maroka i księżniczka Sirivannavari Nariratana z Tajlandii;
- przedstawiciele dawniej panujących dynastii: cesarzowa Iranu, wielka księżna Rosji, wielki książę Jerzy z Rosji, książę i księżna Prus, książę i księżna koronna Serbii, książę i księżna Neapolu, książę i księżna Wenecji, księżna koronna Rumunii i książę Radu z Rumunii, książę i księżna Andegawenii, hrabia i hrabina Paryża, książę i księżna Bragança, książę i księżna Castro.

Para książęca udała się kilka dni później do Durbanu, a następnie rozpoczęli swoją podróż poślubną do Mozambiku.

### Dzieci
Latem 1991 roku książę nawiązał relację z Tamarą Rotolo, pochodzącą ze Stanów Zjednoczonych kobietą, która pracowała jako kelnerka podczas turnieju tenisowego w Monako. Po jej powrocie do Ameryki nie utrzymywali kontaktu, ale Rotolo, będąca wówczas mężatką, była w ciąży. 4 marca 1992 w Palm Springs urodziła się córka pary, Jaśmina Grace Rotolo. W akcie urodzenia dziewczynki wpisano dane księcia jako jej ojca, a Rotolo doprowadziła do pierwszego spotkania Alberta z córką w 1993. Książę nie uznał jednak dziecka za swoje, a sąd zakończył postępowanie, nie przeprowadzając badań genetycznych.
Sprawa utrzymywana była w tajemnicy aż do 2006 roku. 1 czerwca Pałac Książęcy wydał oświadczenie, w którym Albert uznał Jaśminę za swoją córkę. Nazwisko dziewczyny zmieniono na Grimaldi.
Dziewczyna mieszka w Stanach Zjednoczonych i rozwija karierę aktorską. Utrzymuje kontakt z ojcem, macochą i przyrodnim rodzeństwem. Odwiedza Monako i występuje publicznie ze swoją rodziną. Nie przysługuje jej miejsce w linii sukcesji monakijskiego tronu, ale jest uprawniona do dziedziczenia majątku po swoim ojcu na równi z jego legalnymi potomkami.
24 sierpnia 2003 roku przyjaciółka Alberta, togijska stewardesa linii Air France Nicole Tossoukpé urodziła w Paryżu syna, Eryka Aleksandra Stefana Tossoukpé. Tossoukpé poinformowała księcia, że to on jest ojcem jej dziecka i otrzymała obietnicę uznania go za syna księcia pod warunkiem wykonania badań genetycznych. Książę Albert nie dotrzymał zobowiązania i Togijka – która w 2004 zmieniła nazwisko na Coste – zgłosiła sprawę mediom. Pod koniec okresu żałoby po księciu Rainierze III, dnia 6 lipca 2005, książę w oficjalnym oświadczeniu przyznał, że Aleksander Coste jest jego synem. W 2014 roku jego nazwisko zmieniono na Grimaldi-Coste.
Chłopiec wychowuje się ze swoją matką, ale utrzymuje kontakt z ojcem i przyrodnim rodzeństwem. Nie zajmuje miejsca w linii sukcesji monakijskiego tronu, ale ma prawo do dziedziczenia majątku księcia Alberta.
30 maja 2014 Pałac Książęcy ogłosił, że księżna Charlene jest w ciąży ze swoim pierwszym dzieckiem, a potomek ma przyjść na świat pod koniec roku. W czerwcu ojciec księżnej ogłosił na jednym z portali społecznościowych, że para książęca zostanie rodzicami bliźniąt. Księżna Monako miała potwierdzić tę wiadomość 7 października w rozmowie z dziennikarzami magazynu „Hello!” podczas pobytu w Nowym Jorku. Dwa dni później, wobec rosnących spekulacji, Pałac Książęcy w specjalnym oświadczeniu przyznał, że Charlene i Albert spodziewają się narodzin dwojga dzieci.
10 grudnia wczesnym popołudniem para książęca stawiła się w klinice imienia księżnej Grace w Monte Carlo. Charlene przeszła zabieg cesarskiego cięcia, w wyniku którego o godzinie 17:04 na świat przyszła księżniczka Gabriela Teresa Maria, a dwie minuty później jej brat i następca tronu – książę Jakub Honoriusz Rainier. Albert był obecny przy narodzinach dzieci.
Książę Jakub zajął pierwsze miejsce w linii sukcesji monakijskiego tronu, a księżniczka Gabriela miejsce drugie. Siostra księcia Alberta, księżna Hanoweru, spadła na pozycję trzecią i po ponad dziewięciu latach przestała być następczynią monakijskiego tronu.

## Zdrowie
Trzykrotnie chorował na COVID-19: w marcu 2020, w kwietniu 2022 i w styczniu 2023.

## Genealogia

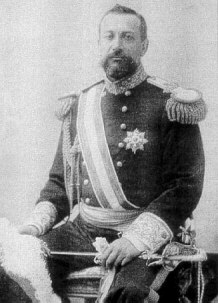
Albert I, książę Monako

Książę Albert należy do dynastii Grimaldich, ale w linii męskiej jest potomkiem francuskich hrabiów de Polignac. Jego dziadek, hrabia Pierre de Polignac urodził się w miejscowości Hennebont i zamieszkał w Monako po zawarciu związku małżeńskiego z nieślubną córką Ludwika II, księcia Monako, księżniczką Charlotte.
Jego przodkinią ze strony ojca jest lady Maria Hamilton, później hrabina Tolna, córka 11. księcia Hamilton i księżniczki Marii Amalii z Badenii. W linii badeńskiej Albert jest potomkiem Jana Wilhelma Friso, księcia Oranii, dzięki któremu jest spokrewniony ze wszystkimi rodzinami królewskimi i książęcymi panującymi dawniej i obecnie w Europie.
Matka księcia Alberta, Grace, pochodziła z Filadelfii w Stanach Zjednoczonych. Jej ojciec, John Brendan Kelly, był trzykrotnym mistrzem olimpijskim w wioślarstwie (Antwerpia 1920, Paryż 1924). Był synem irlandzkich imigrantów, którzy przybyli z Newport odpowiednio w latach 1867 i 1869.
Babka księcia ze strony matki, Margaret Kelly, była córką niemieckich imigrantów, ale urodziła się już w Filadelfii. Pracowała jako instruktor wychowania fizycznego. Porzuciła karierę w 1924, po ślubie z Johnem Brendanem.
Wuj Alberta, John Brendan Kelly junior (brat matki) zdobył brązowy medal igrzysk olimpijskich w wioślarstwie w 1956 w Melbourne.
Albert interesuje się ochroną środowiska, w tym również morskiego, podobnie jak jego przodek i imiennik, Albert I, książę Monako. To jedyni przywódcy Monako, którzy zdobyli Spitsbergen.

### Przodkowie
| Osoba                             | Rodzice                                      | Dziadkowie                                             | Pradziadkowie                                                |
| Albert II, książę Monako (1958 –) | Rainier III, książę Monako (1923-2005)       | Książę Pierre Grimaldi de Polignac (1895-1964)         | Maxence, hrabia Polignac (1857-1936)                         |
| Albert II, książę Monako (1958 –) | Rainier III, książę Monako (1923-2005)       | Książę Pierre Grimaldi de Polignac (1895-1964)         | Susana, hrabina Polignac z d. de la Torre y Mier (1858-1913) |
| Albert II, książę Monako (1958 –) | Rainier III, książę Monako (1923-2005)       | Charlotte, księżna Valentinois z d. Louvet (1898-1977) | Ludwik II, książę Monako (1870-1949)                         |
| Albert II, książę Monako (1958 –) | Rainier III, książę Monako (1923-2005)       | Charlotte, księżna Valentinois z d. Louvet (1898-1977) | Maria Louvet (1867-1930)                                     |
| Albert II, książę Monako (1958 –) | Grace, księżna Monako z d. Kelly (1929-1982) | John Kelly (1889-1960)                                 | John Kelly (1847-1897)                                       |
| Albert II, książę Monako (1958 –) | Grace, księżna Monako z d. Kelly (1929-1982) | John Kelly (1889-1960)                                 | Mary Kelly z d. Costello (1852-1926)                         |
| Albert II, książę Monako (1958 –) | Grace, księżna Monako z d. Kelly (1929-1982) | Margaret Kelly z d. Majer (1898-1990)                  | Carl Majer (1863-1922)                                       |
| Albert II, książę Monako (1958 –) | Grace, księżna Monako z d. Kelly (1929-1982) | Margaret Kelly z d. Majer (1898-1990)                  | Margaretha Majer z d. Berg (1870-1949)                       |

### Potomkowie
| Dzieci                              | Wnuki | Prawnuki |
| Jaśmina Grimaldi (1992-)            |       |          |
| Aleksander Grimaldi-Coste (2003-)   |       |          |
| Gabriela, hrabina Carladès (2014 –) |       |          |
| Jakub, markiz Baux (2014 –)         |       |          |

## Odznaczenia
- Krzyż Wielki Orderu Świętego Karola – 1979 (w 2005 został Wielkim Mistrzem orderu)
- Wielki Mistrz Orderu Korony – 2005
- Krzyż Wielki Orderu Grimaldich – 1958 (w 2005 został Wielkim Mistrzem orderu)
- Wielki Mistrz Orderu Zasługi Kulturze – 2005
- Wielki Oficer Orderu Narodowego (Burkina Faso) – 2012
- Wielki Order Króla Tomisława (Chorwacja)
- Krzyż Wielki Orderu Księcia Daniła I (Czarnogóra)
- Krzyż Wielki Orderu Legii Honorowej (Francja)
- Krzyż Wielki Orderu Zasługi (Francja)
- Komandor Orderu Palm Akademickich (Francja)
- Wielka Wstęga Orderu Odrodzenia (Jordania)
- Krzyż Wielki ze Złotą Gwiazdą Orderu Juana Mory Fernandeza (Kostaryka)
- Wielka Wstęga Orderu Zasługi (Liban)
- Krzyż Wielki Orderu Witolda Wielkiego (Litwa)
- Krzyż Wielki Orderu Narodowego (Mali)
- Łańcuch Orderu Pro Merito Melitensi (Zakon Maltański)
- Krzyż Wielki Orderu Narodowego (Niger)
- Krzyż Wielki Orderu Vasco Núñeza de Balboa (Panama)
- Krzyż Wielki Orderu Zasługi Rzeczypospolitej Polskiej (Polska, 2012)[105]
- Krzyż Wielki Orderu Słońca Peru
- Krzyż Wielki z Łańcuchem Orderu Gwiazdy Rumunii (Rumunia)
- Krzyż Wielki Orderu Świętej Agaty (San Marino)
- Wielki Oficer Orderu Lwa (Senegal)
- Krzyż Wielki Narodowego Orderu Lwa (Senegal)
- Order Podwójnego Białego Krzyża I Klasy (Słowacja) – 2017
- Order za Wybitne Zasługi (Słowenia)
- Krzyż Wielki Orderu Zakonu Rycerskiego Grobu Bożego w Jerozolimie
- Baliw Wielkiego Krzyża Honoru i Dewocji Zakonu Kawalerów Maltańskich

## Tytuły
| Od              | Do              | Tytuł                                                         |
| --------------- | --------------- | ------------------------------------------------------------- |
| 14 marca 1958   | 6 kwietnia 2005 | Jego Książęca Wysokość Dziedziczny Książę Monako, markiz Baux |
| 6 kwietnia 2005 | nadal           | Jego Książęca Wysokość Suwerenny Książę Monako                |